# 홍연어
홍연어(영어: red salmon, sockeye salmon, kokanee salmon, blueback salmon)는 연어목 연어과의 물고기이다. 레드연어, 코카니 연어, 블루백 연어 또는 간단히 소키라고도 불리며, 북태평양과 그 안으로 흘러드는 강에서 발견되는 희귀성 연어 종이다. 이 종은 주로 산란 중에 붉은색을 띠는 태평양 연어이다. 홍연어는 반건조하여 산란 후 죽습니다. 일부 개체군은 코카니라고 불리며, 바다로 이주하지 않고 평생을 담수에서 살아가다.  홍연어의 몸길이는 84cm까지 자랄 수 있고 몸무게는 2.3~7kg이다. 새끼는 바다로 이동할 준비가 될때까지 최대 1600km의 거리에서 민물에 머무른다. 홍연어의 먹이는 주로 동물성 플랑크톤으로 구성되어 있다. 홍연어는 산란 후에 죽는 일년생 물고기이다.
설명
홍연어는 색 때문에 레드 또는 블루백 연어라고도 불린다. 홍연어는 바다에 살면서 은색으로 파란색을 띠는 연어이다. 산란장으로 돌아가면 몸이 붉어지고 머리가 녹색으로 변한다. 길이가 60~84cm이고 무게는 2.3~7kg(5~15파운드)입니다. 두 가지 특징은 길이가 30~40cm인 톱니 모양의 아가미 레이커(gill rakers)와 꼬리나 등에 반점이 없다는 점이다.
범위와 서식지
소키 연어는 동쪽 태평양의 컬럼비아 강까지 남쪽으로 서식하며(비록 개체들은 캘리포니아 멘도시노 해안의 10마일 강까지 남쪽으로 서식하지만), 서쪽 태평양의 일본 홋카이도 북부까지 서식한다. 북쪽으로는 동쪽의 캐나다 북극의 배서스트 인렉(Bathurst Inlet)와 서쪽의 시베리아의 아나디르 강까지 서식한다. 가장 먼 내륙 홍연어 여행지는 아이다호주 레드피쉬 호수로, 바다에서 강으로 1,400 km(900마일), 해발 2,000m(6,500피트) 이상 떨어져 있다. 미국에서는 홍연어 개체 수가 아이다호와 오리건에서 멸종되었다.
식단
홍연어는 림네틱 먹이 행동 패턴을 사용한다. 이 행동 패턴에는 수직 이동(vertical movement), 무리 형성(schooling), 일주기적 먹이 시간(diel feeding chronology), 동물성 플랑크톤 선택성(zooplankton prey selectivity)이 포함된다.
홍연어는 포식 위험을 최소화하고 생존에 필요한 최소 먹이 섭취량을 확보하기 위해 먹이 위치, 먹이 시간 및 지속 시간, 무리 크기, 먹이 종류를 상황에 따라 조절한다. 이러한 행동은 홍연어의 생존율과 적합도에 중요한 기여를 한다.
서식 위치와 포식 위협 정도에 따라 공격적 먹이 행동의 강도는 달라진다.
홍연어는 다른 태평양 연어와 달리 담수 단계를 포함해 해수 단계에서도 주로 동물성 플랑크톤을 섭취한다. 이외에도 새우 등 작은 수생 생물을 먹이로 삼으며, 유생 단계에서는 곤충과 가끔 달팽이를 섭취한다.
생활사
홍연어는 다양한 삶의 역사를 보여주며, 대부분의 경우 어린 연어가 담수호와 개울에서 바다로 이동한 후 성체가 되어 출생한 담수로 돌아와 산란하는 무성한 연어 대부분의 태평양 연어와 마찬가지로 홍연어는 반건조하여 한 번 산란한 후 죽는다. 코카니라고 불리는 일부 홍연어는 바다로 이동하지 않고 담수호에서 평생을 살아간다. 대부분의 어린 개체들은 호수와 어린 개체들 근처의 강에서 1~2년 동안 호수에서 산란한 후 바다로 이동하지만, 일부 개체군은 첫해에 바닷물로 이동한다.  성체 어린 개체들은 민물로 돌아가기 전에 2~3년 동안 바다에서 시간을 보낸다.암컷은 며칠 동안 3-5개의 붉은 색으로 산란한다. 알은 보통 6~9주 이내에 부화하며, 치어는 보통 호수에서 부화한 후 바다로 이동한다.
어업 및 소비
홍연어는 2010년 기준으로 전 세계에서 약 17만 톤(약 6,500만 마리)이 어획되었으며, 이 중 약 11만 5천 톤은 미국에서, 나머지는 캐나다와 러시아에서 각각 절반씩 어획되었다. 이는 태평양 연어 전체 어획량의 약 19%에 해당하는 비중이다.
알래스카에서는 홍연어를 상업적으로 어획하기 위해 주로 세인(seine)과 길넷(gillnet)을 사용하며, 어획된 연어는 신선하거나 냉동 필렛으로 판매되거나 통조림 가공에 이용된다. 특히 브리스톨 만(Bristol Bay)은 세계 최대의 홍연어 어장이 위치한 지역으로, 연간 어획량이 최대 3천만 마리에 이를 수 있다.
홍연어는 캐나다 브리티시컬럼비아주 연안의 코스트 살리시(Coast Salish) 원주민들에게 오랜 기간 동안 식생활과 문화에서 중요한 자리를 차지해 왔다.
아시아에서 가장 큰 홍연어 산란지는 러시아 극동 캄차카반도에 있으며, 특히 쿠릴 호(Kurile Lake)의 오제르나야 강(Ozernaya River)은 아시아 전체 홍연어 생산량의 약 90%를 차지한다. 이 지역은 알래스카를 제외하고 세계에서 가장 큰 산란지로 알려져 있다. 그러나 이 지역에서는 불법 어업이 지속적으로 발생하고 있어 환경적 우려가 제기되고 있다.
홍연어는 일반적으로 양식되지 않으며, 매우 드문 사례로 2013년 3월 캐나다 브리티시컬럼비아주 랭리(Langley)에 위치한 내륙 양식장에서 처음으로 양식에 성공한 이후 제한적으로 생산되고 있다.

## 특징
홍연어의 몸길이는 60~80cm이고 몸무게는 2.3~7kg이다.

## 참조
- “홍연어”. Integrated Taxonomic Infomation System. 2006년 1월 30일에 확인함.[깨진 링크(과거 내용 찾기)]